# Tyôzaburô Tanaka
Chōzaburō Tanaka (romanización de 田中長三郎 (Osaka, 3 de noviembre de 1885 - † Kobe 28 de junio de 1976), más conocido por la transliteración Tyôzaburô Tanaka de su nombre, fue un micólogo, y botánico japonés.

## Biografía
Estudia en la Escuela de Agronomía de Tokio obteniendo el diploma en 1910. Dirige el departamento de Agronomía de la Universidad de Tokio en 1932.
En 1923 fue durante un breve período como invitado en el Herbario de Buitenzorg.
Tanaka estuvo en Taipéi (entonces llamada Taihoku) como profesor de Horticultura tropical y de Botánica en la Universidad de Taipéi desde 1928.
Siendo, hasta 1934, el director de la Biblioteca. Había heredado una gran cantidad de dinero de su padre, y con este dinero, acumuló una colección personal de 3.326 libros, muchos de ellos relacionados con el cultivo de los cítricos, su área personal de especialización. Estableció uno de los dos mayores sistemas taxonómicos de clasificación para citrus y demás géneros relacionados actualmente en uso, y hoy considerados taxonómicos "desgloses".
A principios de 1938 estuvo como profesor invitado en las Filipinas, haciendo en este tiempo varios viajes de colecta de especímenes vegetales para herbarios. También colectó en Java y en la península malaya.
No era extraño que los eminentes profesores de su época compraran libros con dinero de su patrimonio, como en este caso. El que Tanaka pudiera seguir con su biblioteca o no fueron las circunstancias del momento las que decidieron, pues la realidad fue que cuando los japoneses dejaron Taiwán en 1945, se le permitió a cada persona llevarse consigo lo que pudiera llevar personalmente, interpretado como solo dos maletas. Se pudo llevar las joyas de la colección pero el resto, lo tuvo que dejar en Taipéi.
Entre el material que Tanaka compró de Europa estaba la biblioteca completa del horticultor prusiano, Otto Penzig (1856-1929). Muchos de los volúmenes trataban sobre raros y antiguos estudios sobre diversas materias botánicas. Estos libros se encuentran aún en Taipéi.

## Obra
- Tanaka's Cyclopedia of edible plants of the world, × Tyôzaburô Tanaka, editó Sasuke Nakao. 1.ª ed. Tokio: Yugaku-sha: distribuida por Keigaku Pub. Co. 924 pp. 1976.

- Tanaka, Tyôzaburô (1932). A Monograph of the Satsuma Orange. Taihoku Imperial University.